# Otto Ahnfelt
Otto Nathanaël Theophilus Ahnfelt, född 13 september 1854 i Dalby församling, Malmöhus län, död 3 februari 1910 i Linköpings församling, Östergötlands län, var en svensk teologie professor och biskop. Han var brorson till Nils Otto, Paul Gabriel och Oscar Ahnfelt.

## Biografi
Otto Ahnfelt föddes 1854 i Dalby församling, Malmöhus län. Han var son till kyrkoherden Carl Niklas Ahnfelt (1810–1887) i Tranås församling och Mathilda Maria Bernhardina Ekstrand (1814–1885). Ahnfelt avlade mogenhetsexamen i Lund 1871 och inskrevs höstterminen 1872 vid Lunds universitet. Här blev han 9 april 1881 teologie kandidat och prästvigdes 3 juni samma år. Han utnämndes 27 december 1881 till docent i systematisk teologi vid Lunds universitet. Den 10 mars 1892 blev han extra ordinarie professor i moralteologi och symbolik vid Lunds universitet samt kyrkoherde i Husie församling, tillträdde 1 juni samma år.
Vid jubelfesten i Uppsala 1893 promoverades han till teologie doktor. 1894 kallades han av Lunds teologiska fakultet, utan ansökan, till ordinarie professor i kyrkohistoria och symbolik. Han fick Västra Kärrtorps pastorat som prebende. Han var ledamot av 1898 års kyrkomöte och den 1899 tillsatta läroverkskommittén. 
Ahnfelt var även engagerad i studentlivet. 1881–1887 var han kurator för Skånska nationens första avdelning och 1898–1907 var han inspektor för Kalmar nation. Ahnfelt lämnade Skåne då han 1907 utsågs till biskop i Linköping, en post han innehade till sin död tre år senare. Han begravdes sedan på Norra kyrkogården i Lund. Ahnfeldt gav ut flera skrifter, bland annat Om nådens ordning i dess inre sammanhang, Cultuspredikans begrepp, Den kristna tros- och sedeläran till ungdomens tjenst (i samarbete med lektor Bengt J:son Bergqvist). 

### Familj
Ahnfelt gifte sig 10 december 1887 med Maria Flensburg (1860–1930), dotter till biskopen Wilhelm Flensburg i Lunds stift och Constance Carolina Nyström. De fick tillsammans barnen Maria Mathilda Constance Ahnfelt (1888–1978) och Carl Otto Vilhelm Ahnfelt (1890–1906).